# معبد باغشوری
معبد باگشوری (نپالی: बागेश्वरी मन्दिर) یکی از مهم‌ترین معابد هندو در نپال است. این شهر در مرکز نپالگونج، بزرگ‌ترین شهر در منطقه توسعه میانه غربی است که پس از بازسازی نپال در فدرالیسم، اکنون در استان لومبینی قرار دارد. منطقه معبد همچنین یک معبد معروف دیگر را در خود جای داده‌است - معبد شیوا با سبیل، که یکی از تنها دو معبد این چنینی در کشور است.
چندین معبد کوچکتر دیگر در داخل محوطه معبد وجود دارد که شامل معبد بودا، مجسمه گانشا و معبد هانومان می شود. حوض باغشوری که در داخل محوطه معبد قرار دارد نیز در میان شیفتگان شهرت دارد، مخصوصاً به این دلیل که معبد شیوا با سبیل در مرکز آن قرار دارد.